# Antoni Stryjewski
Antoni Stanisław Stryjewski (ur. 22 kwietnia 1958 w Ostródzie) – polski polityk, geolog, nauczyciel akademicki, poseł na Sejm IV kadencji.

## Życiorys
Ukończył w 1983 studia geologiczne na Wydziale Nauk Przyrodniczych Uniwersytetu Wrocławskiego. Po studiach został pracownikiem tej uczelni, początkowo jako asystent Instytutu Nauk Geologicznych, później jako pracownik Muzeum Mineralogicznego we Wrocławiu. 
W wyborach samorządowych w 1998 bezskutecznie ubiegał się o mandat radnego Wrocławia z listy komitetu Rodzina Polska. W wyborach parlamentarnych w 2001 liczbą 12 492 głosów uzyskał w okręgu wrocławskim mandat posła na Sejm IV kadencji z listy Ligi Polskich Rodzin. Zasiadał w Komisji Edukacji, Nauki i Młodzieży oraz Komisji Kultury i Środków Przekazu. W 2002 bez powodzenia kandydował na prezydenta Wrocławia z ramienia komitetu Razem Polsce (otrzymał 2,82% głosów). W listopadzie 2002 przeszedł razem z Antonim Macierewiczem do koła Ruch Katolicko-Narodowy. W 2005, kandydując z listy Ruchu Patriotycznego, nie uzyskał ponownie mandatu (otrzymał 2792 głosy). W wyborach samorządowych w 2010 bez powodzenia kandydował z listy komitetu „Polski Wrocław” do rady miejskiej.